# Neopimpla dentifrons
Neopimpla dentifrons là một loài tò vò trong họ Ichneumonidae.